# Tour EDF Lyon
La tour EDF Lyon était un gratte-ciel du quartier de la Part-Dieu à Lyon. Il a accueilli le siège régional d’EDF jusqu'en 2013.

## Description
Immeuble dont la construction s'est achevée en 1977, celui-ci se distingue par un socle en béton d’une quinzaine de mètres de haut sur lequel est montée la tour d’une vingtaine d'étages.
C’était le sixième plus haut édifice de la ville, après la Tour Incity (202 m), la Tour Part-Dieu (165 m), la Tour Oxygène (115 m), la tour Panoramique de la Duchère et la Tour Swiss Life (82 m).
Une réhabilitation de la tour est prévue, ainsi qu'un nouveau gratte-ciel, Silex 2, qui sera accolé à la tour et culminera en 2020 à 129 m de haut.
C'est à la livraison de l'immeuble le Velum (nouveau siège régional d'EDF), dans le quartier de la Buire, en octobre 2013, que la direction régionale d'EDF a quitté la tour.

## Projet Silex²
Une nouvelle tour en construction dès 2019 et dénommée Silex² correspond à une extension accolée à la façade nord de l'ancienne tour EDF. À l'achèvement de la construction en 2021, elle devrait devenir la troisième plus haute tour de Lyon. La pose de la première pierre s'est déroulée le 3 avril 2019.